# Automeris packardi
Automeris packardi är en fjärilsart som beskrevs av Arthur Schüssler. Automeris packardi ingår i släktet Automeris och familjen påfågelsspinnare. Inga underarter finns listade i Catalogue of Life.